# Sharif Zawaideh
Sharif Zawaideh (arabisch شريف زوايدة; * 6. Februar 1980 in den Vereinigten Staaten) ist ein jordanischer Skirennläufer.

## Biographie
Zawaideh wurde in den USA als Sohn jordanischer Einwanderer geboren und wuchs in Seattle auf. Das Skifahren erlernte er in King County, Washington. Nach seiner Studien zog er nach Jackson Hole, wo er unter anderem als Skilehrer arbeitet.
Sein internationales Renndebüt feierte Zawaideh am 30. März 2023 bei einem FIS-Riesenslalom in Big Sky, Montana. In den darauffolgenden Jahren startete er hauptsächlich bei FIS-Rennen in den Vereinigten Staaten. Sein erstes internationales Großereignis bestritt er bei den Winter-Asienspielen 2025 in Harbin, wobei er den 30. Platz im Slalom belegte.
Nur eine Woche später nahm Zawaideh als zweiter jordanischer Skirennläufer nach Suhail Azzam an Alpinen Skiweltmeisterschaften teil. Bei den Wettkämpfen in Saalbach konnte sich Zawaideh jedoch nicht für den Riesenslalom qualifizieren.

## Erfolge

### Weltmeisterschaften
- Saalbach 2025: DNQ Riesenslalom

### Winter-Asienspiele
- Harbin 2025: 30. Slalom

### Weitere Erfolge
- Eine Platzierung unter den besten 15 bei einem FIS-Rennen